# Феофан (Гаврилов)
Архиепи́скоп Феофа́н (в миру Фёдор Георгиевич Гаврилов; 26 декабря 1872  [7 января 1873], Кропотово, Брасовский район — 18 июня 1943, Белград) — епископ Православной российской церкви, позднее — Русской зарубежной церкви, епископ Курский и Обоянский.

## Биография
Родился в семье священника села Кропотово Севского уезда Орловской губернии (ныне Брасовский район Брянской области)
Окончил в 1886 году Севское духовное училище и в 1893 году Орловскую духовную семинарию.
Преподаватель в Михайловском народном училище Мценского уезда (1893), надзиратель за учениками в Орловской духовной семинарии (1894), преподаватель в Троице-Васильевской двухклассной церковно-приходской школе города Орёл (1895), иерей, настоятель храма Живоначальной Троицы в селе Молодовое Карачевского уезда Орловской губернии (1897), настоятель храма Живоначальной Троицы в с. Фощёвка Севского уезда (1900).
После кончины жены и детей принял монашеский постриг, иеромонах.
В 1906 году окончил Киевскую духовную академию со степенью кандидата богословия, назначен помощником смотрителя Бежецкого духовного училища.
С 1908 года инспектор Волынской духовной семинарии.
С 1910 года ректор Витебской духовной семинарии, архимандрит, председатель Полоцкого епархиального училищного совета.
15 декабря 1913 года в Знаменском соборе Курска хиротонисан во епископа Рыльского, второго викария Курской епархии. Любил служить в Сергиево-Казанском соборе в Курске, освящение закладки которого было совершено святителем Белгородским Иоасафом в 1752 году, а строительством этого храма занимался Исидор Машнин, отец преподобного Серафима Саровского.
С 1915 года председатель епархиального училищного совета и Знаменско-Богородичного миссионерско-просветительного братства.
Награждён орденами: черногорским Даниила Первого II степени, святой Анны II степени (1912), святого Владимира III степени (1915).
9 августа 1917 года духовенством и паствой единогласно избран епископом Курским и Обоянским.
В 1917—1918 годах член Поместного собора Православной российской церкви, участвовал в 1-2-й сессиях, член II, III, V, VII, VIII, XI, XVI отделов. В июне 1919 года председатель Курского епархиального собрания.
В 1920 году через Константинополь и Фессалоники эвакуировался в Королевство Сербов, Хорватов и Словенцев, вывез чудотворную Курскую Коренную икону Божией Матери, с которой объезжал русские приходы по всей Западной Европе.
В 1921 году член Русского Всезаграничного церковного собора. В 1922—1937 годах член Архиерейских соборов РПЦЗ. С 1925 года член, затем секретарь Архиерейского синода РПЦЗ, ревизор его отчётности. С 1930 года архиепископ, в 1935 году товарищ председателя Предсоборной комиссии, в 1938 году председатель отдела по центральному и епархиальному управлению на II Всезарубежном церковном соборе. В 1939 году награждён орденом святой Анны I степени.

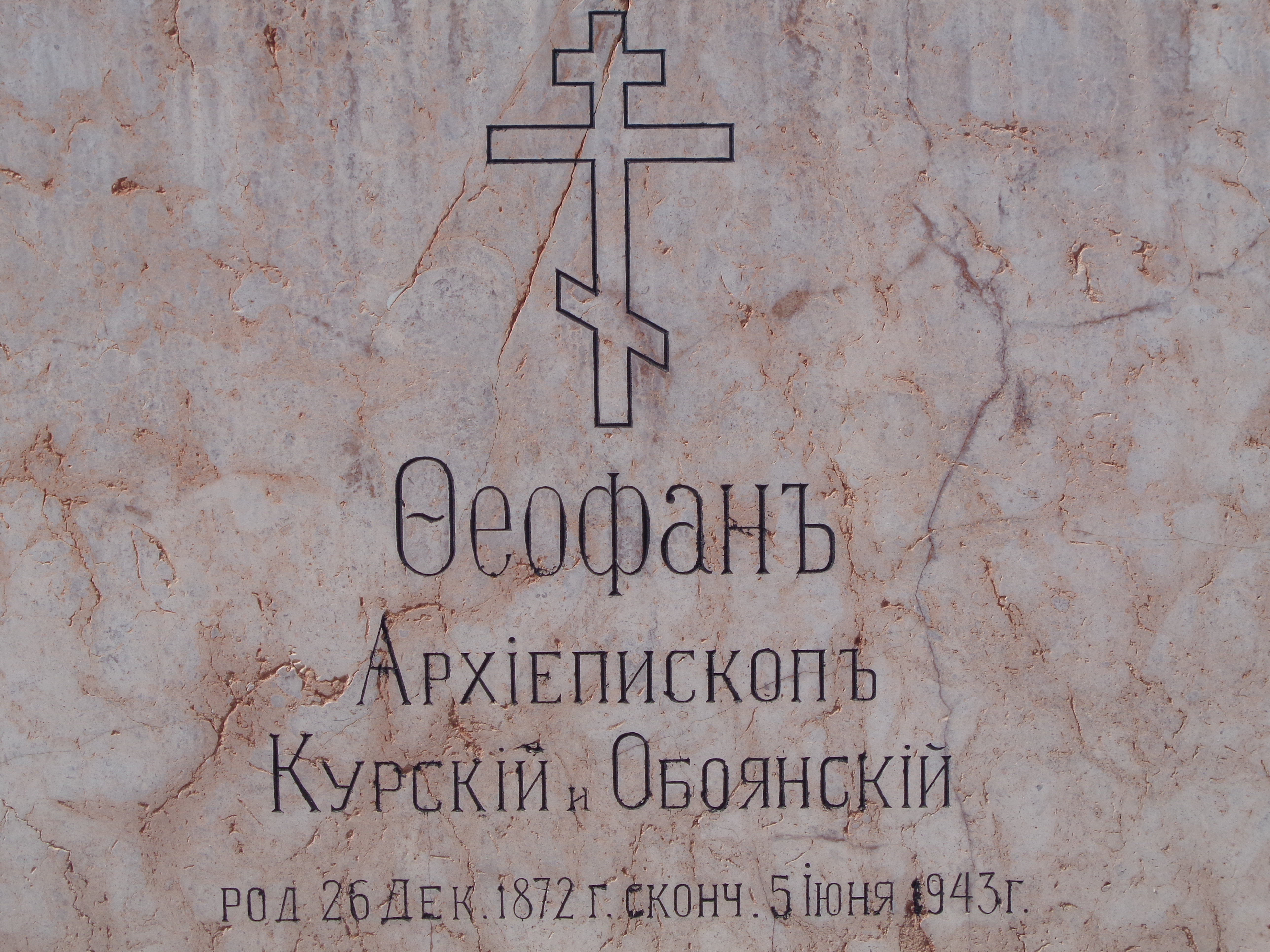
Надгробие архиепископа Феофана

В 1941 году переселился в Свято-Николаевский женский монастырь Ново-Хопово, отказался возглавить раскольническую Хорватскую православную церковь. Похоронен на белградском Новом кладбище (участок 90).